# Valdurenque
Valdurenque település Franciaországban, Tarn megyében. Lakosainak száma 886 fő (2022. január 1.). Valdurenque Castres, Caucalières, Lagarrigue, Noailhac és Payrin-Augmontel községekkel határos.

## Népesség
A település népessége az elmúlt években az alábbi módon változott:
| Lakosok száma | 820  | 819  | 843  | 835  | 846  | 857  | 862  | 874  | 886  |
|               | 2013 | 2015 | 2016 | 2017 | 2018 | 2019 | 2020 | 2021 | 2022 |